# Feria del Libro de Murcia
La Feria del Libro de Murcia es un acontecimiento cultural que se celebra anualmente, durante la primera quincena de octubre, en Murcia (España). Durante sus tres primeras ediciones, el promotor de la feria fue el escritor Asensio Piqueras. En la actualidad, desde mayo de 2022, es dirigida por el escritor Jesús Boluda del Toro.

## Historia
La Feria del libro de Murcia resurgió en 2018, gracias al esfuerzo de la Asociación de Creadores y Artistas PALIN, quienes retomaron el evento tras nueve años sin llevarse a cabo cuando el gremio de libreros decidió abandonar el evento. Destacó esta primera por su propósito, el de una Feria del libro inclusiva e integradora.
La Asociación de Creadores y Artistas PALIN se creó con ese objetivo principal, el de organizar una Feria del libro en Murcia. Además, también le da voz a muchísimos escritores y artistas locales, regionales y nacionales. La masa social supera las 300 personas.
El primer año la bautizaron como la Feria del Libro del Reencuentro, porque la ciudad de Murcia hacia tiempo que deseaba tener su propia Feria del Libro, debido a que Murcia es la sexta provincia con más librerías de España.
La evolución de la Feria del libro de Murcia ha sido exponencial: 
2018.- 16 casetas, 3 días. 10000 personas.
2019.- 38 casetas, 5 días. 32000 personas.
2020.- PANDEMIA. Sin casetas, (crearon 18 casetas virtuales y una red de venta online de libros dedicados durante esos días) 5 días de eventos.
2021.- 41 casetas, 7 días. 120000 personas.
2022.- 60 casetas, 7 días. 180000 personas.
2023.- 83 casetas, 10 días. 250000 personas.
2024.- 80 casetas, 10 días. 200000 personas.
Se ubica en el paseo Alfonso X el Sabio. Algunos años también ha acogido exposiciones de todo tipo, como el Concurso de Artes Plásticas y Visuales.
A excepción del año 2018, la primera, se celebra durante la primera quincena de octubre. pandemia de COVID-19.
Desde septiembre de 2023, la Feria del libro de Murcia está considerada como Feria Comercial Oficial de la Región de Murcia (la única de esta categoría de la ciudad de Murcia). 

## Cambio de identidad corporativa
En septiembre de 2024, la Feria del Libro de Murcia presentó una nueva identidad corporativa, en el marco de su proceso de consolidación como uno de los eventos culturales más relevantes de la Región de Murcia. El cambio, impulsado por la Asociación Cultural Palin —entidad organizadora de la feria— y bajo la dirección de Jesús Boluda del Toro, buscó modernizar la imagen del evento y dotarlo de mayor coherencia visual y simbólica. 

El rediseño fue realizado por la agencia 2 Veces Marketing y se centró en elementos representativos de la feria y de la ciudad. El nuevo logotipo toma como motivo principal la figura de la caseta, símbolo característico de las ferias del libro, combinada con formas que evocan un libro abierto, para transmitir cercanía, dinamismo y modernidad.